# 2007 en Iran
Chronologie de l'Iran
- 2003
- 2004
- 2005
- 2006
- 2007
- 2008
- 2009
- 2010
- 2011

Cet article traite des événements qui se sont produits durant l'année 2007 en Iran.

## Gouvernements
- Guide de la Révolution : Ali Khamenei
- Président : Mahmoud Ahmadinejad